# Edmé Tiburce Morisot
Edmé Tiburce Morisot est un haut fonctionnaire, né à Paris le 11 mars 1806, et mort dans le 16e arrondissement de Paris le 24 janvier 1874.

## Biographie
Edmé Tiburce Morisot est le fils de Tiburce Pierre Morisot (1769-1827), ébéniste, puis architecte-vérificateur des bâtiments de la Couronne, et de Claudine Elisabeth Duchêne ou Duchesne (1770-après 1806).
Il fait ses études au collège de Bourbon, actuel lycée Condorcet, puis il est élève de l’École des Beaux-Arts de 1828 à 1832. Il fait ensuite un voyage en Italie et en Grèce. 
Il s'est marié le 6 avril 1836, à Paris, avec Marie Joséphine Cornélie Thomas (1819-1876), fille de Jean Simon Joseph Thomas (1789-1880), qui été un protégé du baron Louis, et successivement inspecteur général des finances, directeur du personnel au ministère des finances, caissier payeur central du Trésor public, Grand Officier de la Légion d’honneur en 1859. Il a eu quatre enfants :
- Yves Élisabeth Morisot (1836-vers 1893), mariée à Théodore Gobillard (1833-1883), d'où :
  - Paule Gobillard (1867-1946), peintre,
  - Jeannie Gobillard (1877-1970), mariée en 1900 à Paul Valéry (1871-1945),
- Marie Edma Caroline Morisot (1839-1921), peintre, mariée en 1869 à Hippolyte Samuel Adolphe Pontillon (1832-1894)
- Marie Charles Tiburce Morisot (1845-vers 1930), explorateur de l’Afrique de l’Est, chef du cabinet du ministre des finances égyptiennes en 1882,
- Marie Pauline Berthe Morisot (1841-1895), peintre, mariée en 1874 à Eugène Manet (1833-1892), frère d’Édouard Manet
  - Julie Manet (1878-1966), mariée à Ernest Rouart, peintre.

Il est nommé successivement sous-préfet d’Yssingeaux (Haute-Loire), le 21 février 1836, de Valenciennes (Nord), le 24 janvier 1837, préfet du Cher, le 27 janvier 1840, préfet de la Haute-Vienne, le 1er août 1841.
Il est ensuite passé au Conseil d’État, auditeur, puis maître des requêtes en service extraordinaire de 1841 à 1848. Il est révoqué en février 1848,puis réintégré, préfet du Calvados le 10 janvier 1849, préfet d’Ille‑et‑Vilaine le 9 décembre 1851. Il démissionne le 3 juillet 1852. Il devient secrétaire général du Crédit Foncier.
Il est nommé conseiller référendaire de 2e classe à la Cour des comptes le 1er décembre 1855, de 1re classe le 22 mai 1858, membre de la commission de vérification des comptes ministériels pour 1863. Il devient conseiller maître le 22 juillet 1864. Il est Honoraire à sa demande le 22 décembre 1873.

## Distinctions
- Officier de la Légion d'honneur (29 avril 1846[2]).
- Chevalier de l'ordre de Charles III.